# المان حجم
در ریاضیات، یک المان حجم یا عنصر حجم(به انگلیسی: Volume element) وسیله ای برای ادغام یک تابع با توجه به حجم در سیستم های مختصات مختلف مانند مختصات کروی و مختصات استوانه ای فراهم می کند. بنابراین یک عنصر حجمی بیانی از فرم است
{\displaystyle dV=\rho (u_{1},u_{2},u_{3})\,du_{1}\,du_{2}\,du_{3}}
جایی که{\displaystyle u_{i}} مختصات هستند، به طوری که حجم هر مجموعه{\displaystyle B}را می توان توسط:
{\displaystyle \operatorname {Volume} (B)=\int _{B}\rho (u_{1},u_{2},u_{3})\,du_{1}\,du_{2}\,du_{3}.}
مثلاً در مختصات کروی {\displaystyle dV=u_{1}^{2}\sin u_{2}\,du_{1}\,du_{2}\,du_{3}}
و بنابراین:
{\displaystyle \rho =u_{1}^{2}\sin u_{2}}.
مفهوم عنصر حجمی به سه بعد محدود نمی شود: در دو بعد اغلب به عنوان عنصر مساحت شناخته می شود و در این تنظیم برای انجام انتگرال های سطحی مفید است. تحت تغییرات مختصات، عنصر حجم با مقدار مطلق تعیین کننده ژاکوبین تبدیل مختصات (با فرمول تغییر متغیرها) تغییر می کند. این واقعیت به عناصر حجم اجازه می دهد تا به عنوان یک نوع اندازه گیری در یک منیفولد تعریف شوند. در یک منیفولد متمایز پذیر جهت‌پذیر، یک عنصر حجمی معمولاً از یک فرم حجمی ناشی می‌شود: فرم دیفرانسیل درجه بالا. در یک منیفولد غیر قابل جهت‌یابی، عنصر حجم معمولاً قدر مطلق فرم حجمی (محلی تعریف شده) است: یک چگالی 1 را تعریف می‌کند.

## المان حجم در فضای اقلیدوسی
در فضای اقلیدسی، عنصر حجم از حاصل ضرب دیفرانسیل مختصات دکارتی به دست می‌آید.
{\displaystyle dV=dx\,dy\,dz.}
در سیستم های مختصات مختلف فرم :
{\displaystyle x=x(u_{1},u_{2},u_{3})},
{\displaystyle y=y(u_{1},u_{2},u_{3})},
{\displaystyle z=z(u_{1},u_{2},u_{3})}, عنصر حجم توسط ژاکوبین (تعیین کننده) تغییر مختصات تغییر می کند::
{\displaystyle dV=\left|{\frac {\partial (x,y,z)}{\partial (u_{1},u_{2},u_{3})}}\right|\,du_{1}\,du_{2}\,du_{3}.}
به عنوان مثال، در مختصات کروی (کنوانسیون ریاضی):
{\displaystyle {\begin{aligned}x&=\rho \cos \theta \sin \phi \\y&=\rho \sin \theta \sin \phi \\z&=\rho \cos \phi \end{aligned}}}
این سه واحد مختصات کروی تعیین کننده ژاکوبین است:
{\displaystyle \left|{\frac {\partial (x,y,z)}{\partial (\rho ,\theta ,\phi )}}\right|=\rho ^{2}\sin \phi }
پس بنابراین عبارت برابر است با این رابطه است.
{\displaystyle dV=\rho ^{2}\sin \phi \,d\rho \,d\theta \,d\phi .}
این را می توان به عنوان یک مورد خاص از این واقعیت دید که فرم های دیفرانسیل از طریق عقب نشینی تبدیل می شوند {\displaystyle F} مانند:
{\displaystyle F^{*}(u\;dy^{1}\wedge \cdots \wedge dy^{n})=(u\circ F)\det \left({\frac {\partial F^{j}}{\partial x^{i}}}\right)dx^{1}\wedge \cdots \wedge dx^{n}}

## عنصر حجمی یک زیرفضای خطی
فضای فرعی خطی فضای اقلیدسی n بعدی Rn را در نظر بگیرید که توسط مجموعه ای از بردارهای مستقل خطی پوشیده شده است.
{\displaystyle X_{1},\dots ,X_{k}.}
برای یافتن عنصر حجمی زیرفضا، دانستن این واقعیت از جبر خطی مفید است که حجم متوازی الاضلاع که توسط {\displaystyle X_{i}} جذر تعیین کننده ماتریس گرمین{\displaystyle X_{j}}است. {\displaystyle (u_{1},u_{2},\dots ,u_{k})}
{\displaystyle {\sqrt {\det(X_{i}\cdot X_{j})_{i,j=1\dots k}}}.}
هر نقطه p در زیرفضا{\displaystyle (u_{1},u_{2},\dots ,u_{k})}را می توان مختصاتی داد به طوری که:
{\displaystyle du_{i}}
{\displaystyle p=u_{1}X_{1}+\cdots +u_{k}X_{k}.}
در نقطه p، اگر یک متوازی الاضلاع کوچک با اضلاع تشکیل دهیم {\displaystyle du_{i}}، سپس حجم آن متوازی الاضلاع جذر تعیین کننده ماتریس گرام است.
{\displaystyle {\sqrt {\det \left((du_{i}X_{i})\cdot (du_{j}X_{j})\right)_{i,j=1\dots k}}}={\sqrt {\det(X_{i}\cdot X_{j})_{i,j=1\dots k}}}\;du_{1}\,du_{2}\,\cdots \,du_{k}.}
بنابراین s فرم حجم را در زیرفضای خطی تعریف می کند.

## عنصر حجمی منیفولدها
در یک منیفولد ریمانی جهت‌دار با بعد n، عنصر حجم یک فرم حجمی برابر با دوگانه هاج تابع ثابت واحد است.{\displaystyle f(x)=1}:
در اینجا واحد امگا برابر با این رابطه است
{\displaystyle \omega =\star 1.}
به طور معادل، عنصر حجم در مختصات دقیقاً تانسور Levi-Civita {\displaystyle \epsilon } است:{\displaystyle \omega =\epsilon ={\sqrt {\left|\det g\right|}}\,dx^{1}\wedge \cdots \wedge dx^{n}}به طور معادل، عنصر حجم در مختصات،دقیقاً تانسور {\displaystyle \det \ g} است {\displaystyle g} .

### المان حجم در مساحت سطح
Aیک مثال ساده از یک عنصر حجمی را می توان با در نظر گرفتن یک سطح دو بعدی که در فضای اقلیدسی n بعدی جاسازی شده است، کاوش کرد. چنین عنصر حجمی گاهی عنصر ناحیه نامیده می شود. یک زیر مجموعه را در نظر بگیرید:{\displaystyle U\subset \mathbb {R} ^{2}}
و یک تابع نقشه برداری:
{\displaystyle \varphi :U\to \mathbb {R} ^{n}}
بنابراین یک سطح تعبیه شده در آن تعریف می شود {\displaystyle \mathbb {R} ^{n}} . در دو بعد، حجم فقط مساحت است و یک عنصر حجمی راهی برای تعیین مساحت قسمت هایی از سطح می دهد. بنابراین یک عنصر حجمی بیانی از فرم است
{\displaystyle f(u_{1},u_{2})\,du_{1}\,du_{2}}
که به فرد اجازه می دهد با محاسبه انتگرال، مساحت مجموعه B را که روی سطح قرار دارد محاسبه کند
{\displaystyle \operatorname {Area} (B)=\int _{B}f(u_{1},u_{2})\,du_{1}\,du_{2}.}
در اینجا عنصر حجم را در سطح پیدا خواهیم کرد که مساحت را به معنای معمولی مشخص می کند. ماتریس ژاکوبین نقشه برداری است
{\displaystyle \lambda _{ij}={\frac {\partial \varphi _{i}}{\partial u_{j}}}}
با شاخص i در حال اجرا از 1 تا n، و j از 1 تا 2. متریک اقلیدسی در فضای n بعدی یک متریک القا می کند:{\displaystyle g=\lambda ^{T}\lambda }
در مجموعه U، با عناصر ماتریسی:
{\displaystyle g_{ij}=\sum _{k=1}^{n}\lambda _{ki}\lambda _{kj}=\sum _{k=1}^{n}{\frac {\partial \varphi _{k}}{\partial u_{i}}}{\frac {\partial \varphi _{k}}{\partial u_{j}}}.}
تعیین کننده متریک توسط:
{\displaystyle \det g=\left|{\frac {\partial \varphi }{\partial u_{1}}}\wedge {\frac {\partial \varphi }{\partial u_{2}}}\right|^{2}=\det(\lambda ^{T}\lambda )}
برای یک سطح منظم، این تعیین کننده ناپدید نمی شود. به طور معادل، ماتریس ژاکوبین دارای رتبه 2 است.
اکنون یک تغییر مختصات روی U را در نظر بگیرید که توسط یک دیفئومورفیسم به دست می‌آید
{\displaystyle f\colon U\to U,}
به طوری که مختصات{\displaystyle (u_{1},u_{2})} بر حسب داده می شوند {\displaystyle (v_{1},v_{2})} توسط {\displaystyle (u_{1},u_{2})=f(v_{1},v_{2})}ماتریس ژاکوبین است این تبدیل توسط این رابطه انجام می گردد.
{\displaystyle F_{ij}={\frac {\partial f_{i}}{\partial v_{j}}}.}
در مختصات جدید داریم:
{\displaystyle {\frac {\partial \varphi _{i}}{\partial v_{j}}}=\sum _{k=1}^{2}{\frac {\partial \varphi _{i}}{\partial u_{k}}}{\frac {\partial f_{k}}{\partial v_{j}}}}
و بنابراین متریک به صورت تبدیل می شود:
{\displaystyle {\tilde {g}}=F^{T}gF}
جایی که {\displaystyle {\tilde {g}}} متریک عقب نشینی در سیستم مختصات v است. تعیین کننده است
{\displaystyle \det {\tilde {g}}=\det g\left(\det F\right)^{2}.}
با توجه به ساختار فوق، درک اینکه چگونه عنصر حجم تحت یک تغییر مختصات با حفظ جهت گیری ثابت است، باید ساده باشد.
در دو بعد، حجم فقط مساحت است. مساحت یک زیر مجموعه {\displaystyle B\subset U} توسط انتگرال داده می شود
{\displaystyle {\begin{aligned}{\mbox{Area}}(B)&=\iint _{B}{\sqrt {\det g}}\;du_{1}\;du_{2}\\&=\iint _{B}{\sqrt {\det g}}\left|\det F\right|\;dv_{1}\;dv_{2}\\&=\iint _{B}{\sqrt {\det {\tilde {g}}}}\;dv_{1}\;dv_{2}.\end{aligned}}}
بنابراین، در هر دو سیستم مختصات، عنصر حجم همان عبارت را می گیرد: بیان عنصر حجم تحت تغییر مختصات ثابت است. توجه داشته باشید که در ارائه فوق هیچ چیز خاصی به دو بعد وجود نداشت. موارد فوق به طور پیش پا افتاده به ابعاد دلخواه تعمیم می یابد.

#### مثال:کره
به عنوان مثال، کره ای را با شعاع r در مبدأ در R3 در نظر بگیرید. این را می توان با استفاده از مختصات کروی با نقشه پارامتری کرد
{\displaystyle \phi (u_{1},u_{2})=(r\cos u_{1}\sin u_{2},r\sin u_{1}\sin u_{2},r\cos u_{2}).}
سپس:
{\displaystyle g={\begin{pmatrix}r^{2}\sin ^{2}u_{2}&0\\0&r^{2}\end{pmatrix}},}
و عنصر مساحت کره در المان حجم اینگونه است:
{\displaystyle \omega ={\sqrt {\det g}}\;du_{1}du_{2}=r^{2}\sin u_{2}\,du_{1}du_{2}.}